# Escuela de San Marcial de Limoges
La Escuela de San Marcial de Limoges, Escuela de Saint Martial de Limoges o Escuela de Aquitania fue una escuela de composición medieval que estuvo activa durante la primera mitad del siglo XII en la abadía benedictina de San Marcial en Limoges, situado en la región de Aquitania al suroeste de Francia. Un importante repertorio de música medieval, tanto monofónico como polifónico, se ha asociado a esta abadía. Muchos estudiosos prefieren el adjetivo "aquitano" para describir este repertorio y sus manuscritos.

## Historia
Entre las abadías francesas que, desde el siglo IX hasta el XII, fueron centros de actividad musical y poética, ninguna ha dejado un patrimonio musical tan rico como San Marcial de Limoges. Fue fundada en 848 en el emplazamiento de la tumba de San Marcial, primer obispo de Limoges (siglo III). A finales del siglo X, una leyenda reivindica la apostolicidad del santo; apoyada fervientemente por el cronista del monasterio, Adémar de Chabannes (fallecido en 1034), la apostolicidad fue proclamada por los concilios de Limoges (1028) y de Bourges (1031), acosada por la controversia, pero que aumentó el prestigio de la abadía. Dos factores significativos marcan el periodo 930-1130: el florecimiento de la escuela de poetas y compositores aquitanos y, hacia el final del periodo, el auge de la polifonía aquitana. A pesar de los esfuerzos de algunos hombres excepcionales, como el historiador Bernard Itier (fallecido en 1224), a principios del siglo XIII comenzó un largo declive; el monasterio fue secularizado en 1535, disuelto en 1791 y demolido en 1792.
Más allá de su producción artística, la relevancia de la abadía para la historia de la música debe mucho a circunstancias accidentales. A lo largo de los siglos, la biblioteca monástica tuvo la suerte de sufrir menos saqueos y expoliaciones que las grandes abadías del norte de Francia, y asimismo, durante su periodo más próspero, de estar al cuidado de varios bibliotecarios con un excepcional afán coleccionista. Así, la abadía se convirtió en un depósito de manuscritos litúrgicos del sur de Francia. Los manuscritos fueron vendidos en 1730 a la Bibliothèque Royale, escapando así a la dispersión y destrucción durante la Revolución francesa.
Muchos de los estudios musicológicos modernos relativos a una "escuela de San Marcial" se centran en cuatro manuscritos con composiciones notablemente innovadoras para el siglo XII. A menudo se asume que estos fragmentos proceden de diferentes monasterios del sur de Francia, a pesar de la falta de atribuciones de los cantores en las rúbricas. Sin embargo, Sarah Fuller ha sugerido que éste puede no ser el caso, discutiendo el "mito de una escuela de Saint Martial", donde sugiere que los fragmentos son más bien una actividad colectiva de los bibliotecarios de la Abadía que una actividad didáctica de los cantores de la misma. Estos manuscritos (F-Pn lat. 1139, 3549, 3719, y GB-Lbl Add MS 36881) fueron, al parecer, más probablemente recogidos y agrupados por el bibliotecario Bernard Itier, que compuso o compiló en el propio San Marcial.

## Formas musicales
Es conocida por la composición de tropos, secuencias y organum primitivo. En esta escuela se desarrolló el organum melismático, también llamado florido, que supuso un paso más en la evolución de esta forma, que había pasado ya por las fases de organum purum y organum libre. En este sentido, fue un importante precursor de la Escuela de Notre Dame de París.

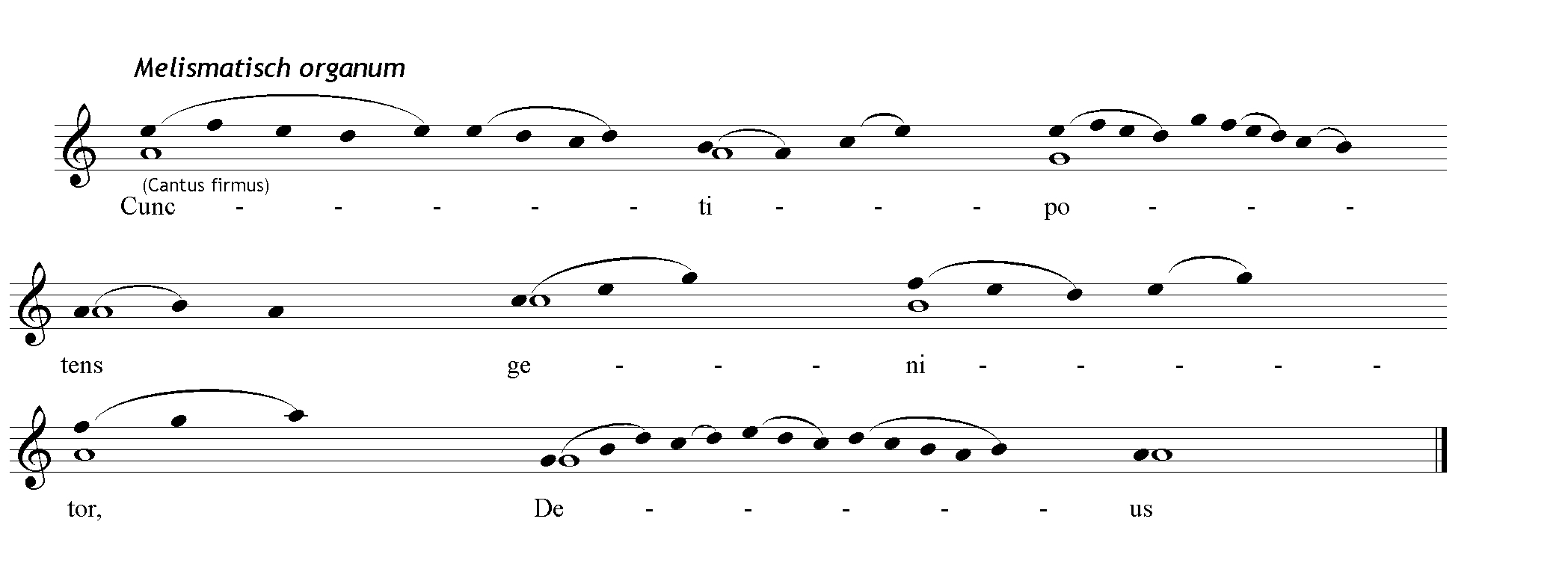
Ejemplo de Órganum melismático.

## Compositores y obras
No hay compositores de la escuela que sean conocidos por su nombre. La única canción occitana antigua de la que se conserva notación musical para todas las estrofas es una obra perteneciente a San Marcial y se titula O Maria, Deu maire.

## Manuscritos
Los manuscritos de San Marcial contienen la colección más rica que se conserva de tropos, prosas, secuencias, prósulas y versus de la zona occidental de Francia. La mayoría de los manuscritos procedentes de la mencionada abadía se encuentran actualmente en la Biblioteca Nacional de Francia situada en París. Se desconoce hasta qué punto estos manuscritos reflejan composiciones de la abadía de San Marcial propiamente dicha. En cuanto a las fechas y los lugares de origen, hay que tener en cuenta que muchos manuscritos son compuestos, con adiciones posteriores en diferentes momentos y lugares.
El Codex Calixtinus se asocia con la Escuela de San Marcial ya que recoge piezas en el estilo que se practicaba en dicha abadía. Esta relación se cree que pueda venir dada por causa del Camino de Santiago que era, entre otras muchas cosas, una vía de intercambio cultural.

## Discografía
- 1984 – 12th Century Polyphony in Aquitaine (St. Martial de Limoges). Ensemble Organum, Marcel Pérès (Harmonia Mundi)
- 1994 – Sacred Music of the Middle Ages. (Anima)
- 1994 – Campus Stellae. Saint-Martial de Limoges / Santiago de Compostela. Discantus, Brigitte Lesne (Opus 111)
- 1996 – St. Martial de Limoges. Sequentia, Benjamin Bagby, Barbara Thornton (Deutsche Harmonia Mundi)